# Siemenshuset

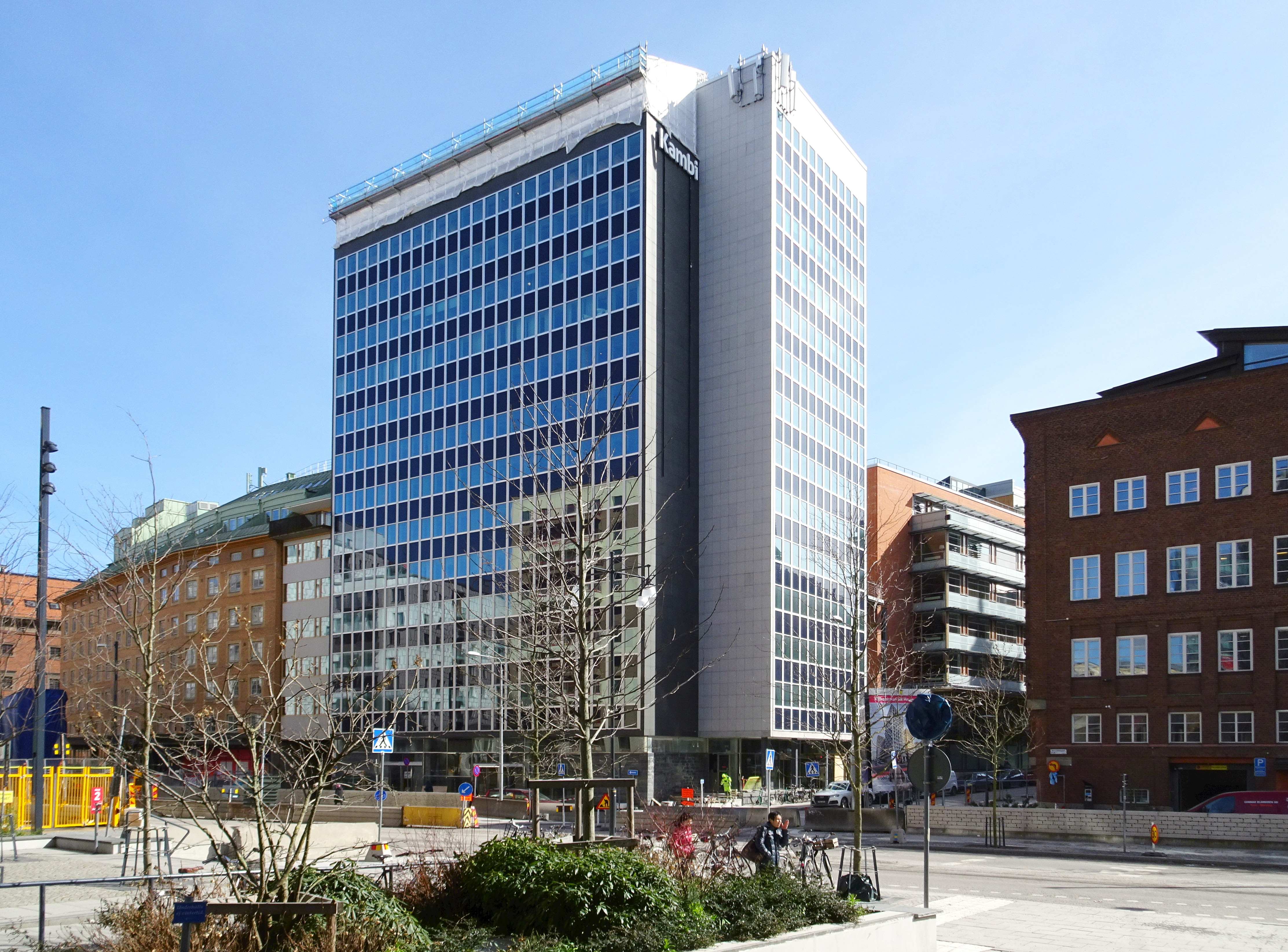
Före detta Siemenshuset sett från Norra stationsgatan, april 2022.

Siemenshuset (Härden 15) är en kulturhistoriskt värdefull kontorsbyggnad i kvarteret Härden vid Norra stationsgatan 65 / Hälsingegatan 40 i Vasastaden, Stockholm. Byggnaden ritades 1959 av arkitekt Carl Grandinson som huvudkontor för svenska Siemens AB. Härden 15 är grönmärkt av Stadsmuseet i Stockholm vilket innebär att bebyggelsen bedöms vara "särskilt värdefull från historisk, kulturhistorisk, miljömässig eller konstnärlig synpunkt".

## Historik

### Planering

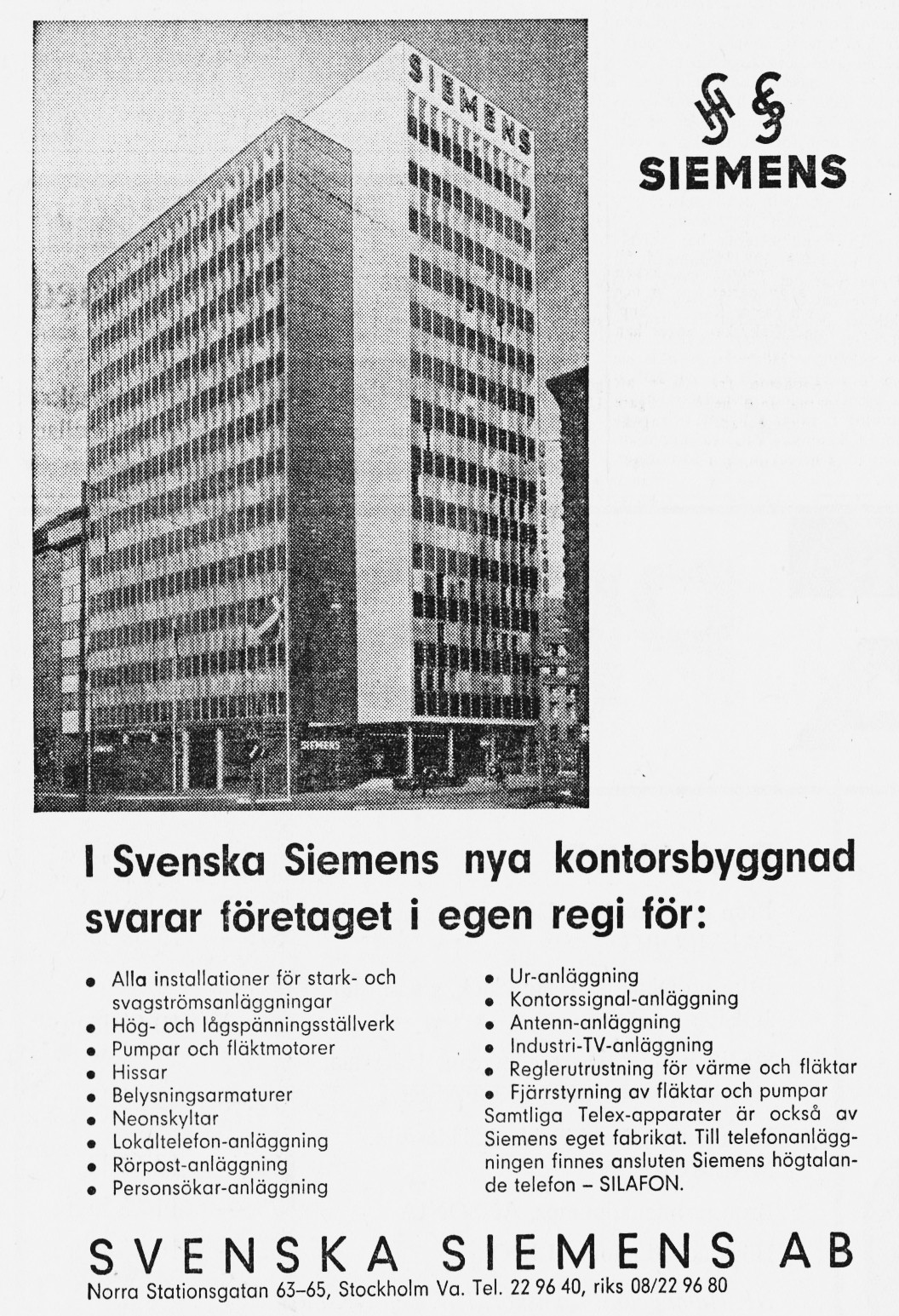
Siemens annons, 1963.

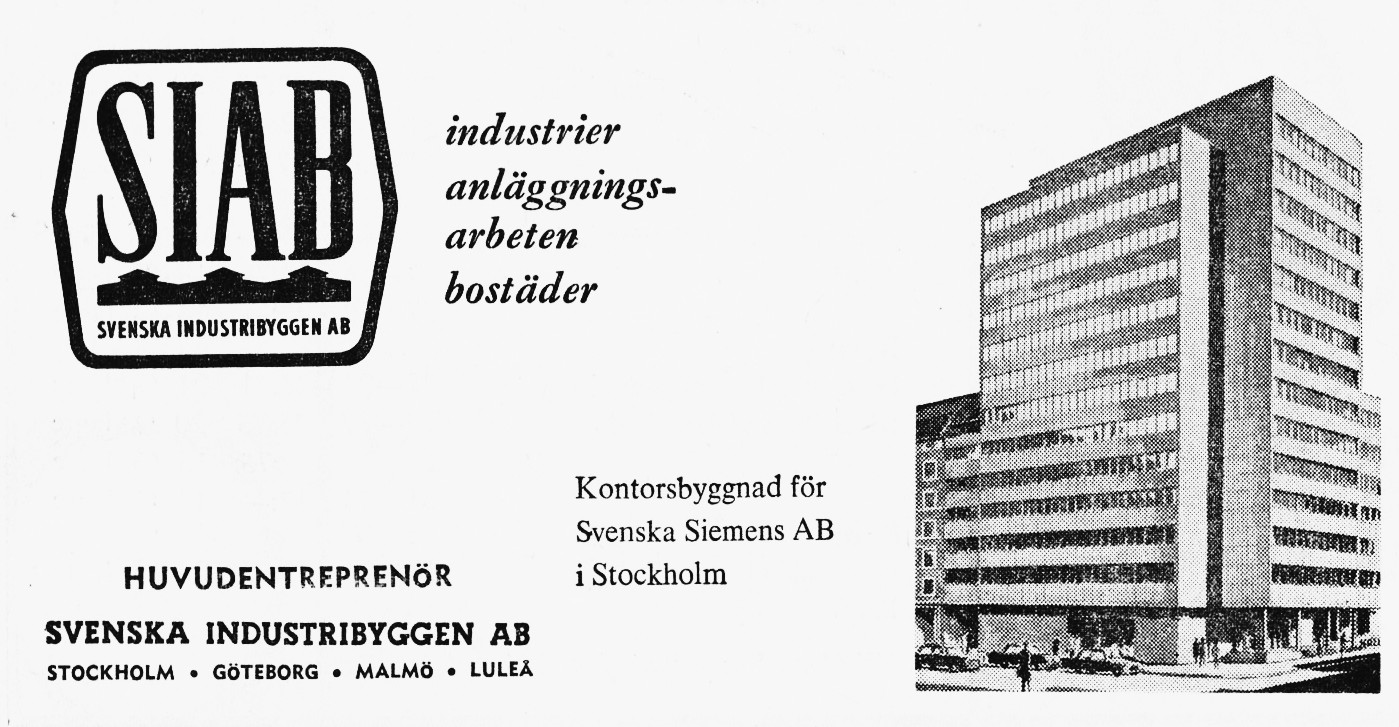
SIAB:s annons, 1963.

När svenska Siemens i början av 1960-talet bestämde sig för att låta bygga sitt nya huvudkontor och lager i hörnet Norra stationsgatan / Hälsingegatan hade företaget sedan 1953 ägt denna attraktiva hörntomt i kvarteret Härden. Siemens lokaler var utspridda på 12 olika platser i Stockholm och nu ville man samla allt på ett ställe. Till arkitekt anlitades Carl Grandinson och Kaleb Sjödén som i nära samarbete med Siemens byggavdelning i Erlangen skapade ett uppmärksammat höghus med 15 våningar. 
Huvudentreprenör var Svenska Industribyggen AB (SIAB) som var specialiserat på denna typ av uppdrag och nästan samtidigt även uppförde Philipshuset vid Tegeluddsvägen. För konstruktionerna stod ingenjör Carl Olof Forthmeijer och inredningen gestaltades av arkitekt Sven Kai-Larsen. På tomten (dåvarande Härden 1) fanns en stor fabriks- och verkstadsbyggnad tillkommen i början av 1920-talet för Bröderna Hedlund efter ritningar av Looström & Gelin. Byggnaden förvärvades av Siemens och nyttjades under en övergångstid som lagerlokal. 1958/1959 revs den för att bereda plats för Siemens nya anläggning. 
När Siemenshuset planerades var avsikten att komplettera huvudbyggnaden med en lägre flygel längs Hälsingegatan, sammanbyggd med höghuset. I det skulle rymmas ett lager i tre våningar samt laboratorium och kontor med fem våningar ovanpå lagerhuset. Trots att ritningarna fanns färdiga uppfördes lagerdelen inte här utan i kvarteret Varubilen på Älvsjö industriområde i södra Stockholm. I Älvsjö hade man ett betydligt större område att tillgå och bättre logistik än i den trånga innerstaden, exempelvis fanns ett eget industrispår att tillgå som gick ända in i lagerhallen. Även här var Carl Grandinson, vars ritningar är daterade maj 1964, arkitekt. Tomten vid Hälsingegatan förblev obebyggd och nyttjades länge som bilparkering. Först i början av 2000-talet uppfördes ett kontorshus på tomten.

### Byggnadsbeskrivning

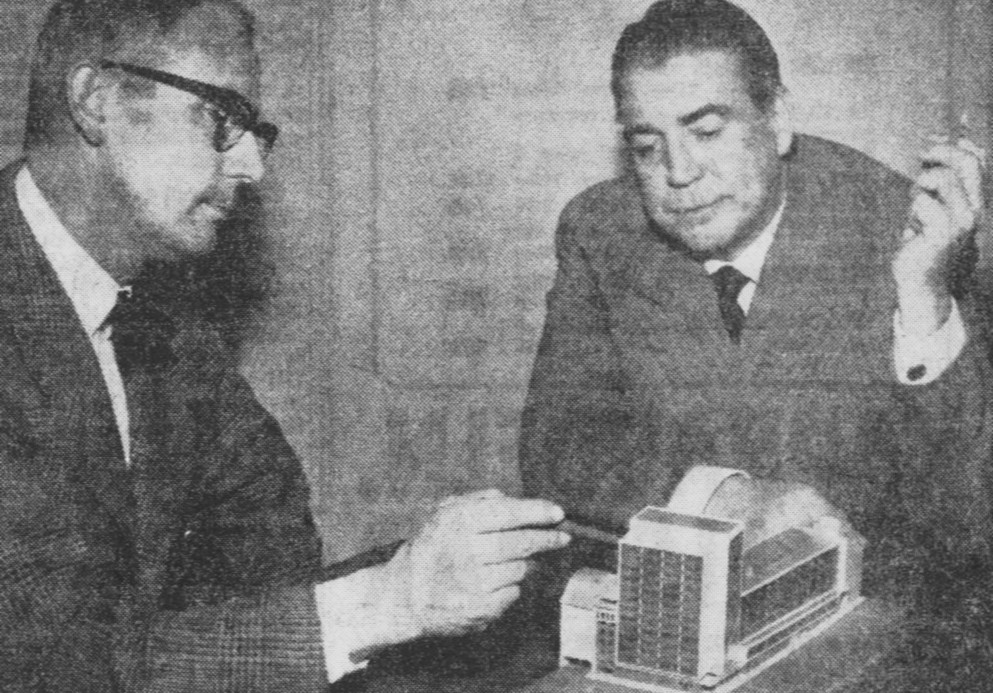
Arkitekt Grandinson förklarar modellen för Siemenschefen Arne F. Feichtinger (t.h.), 1960.

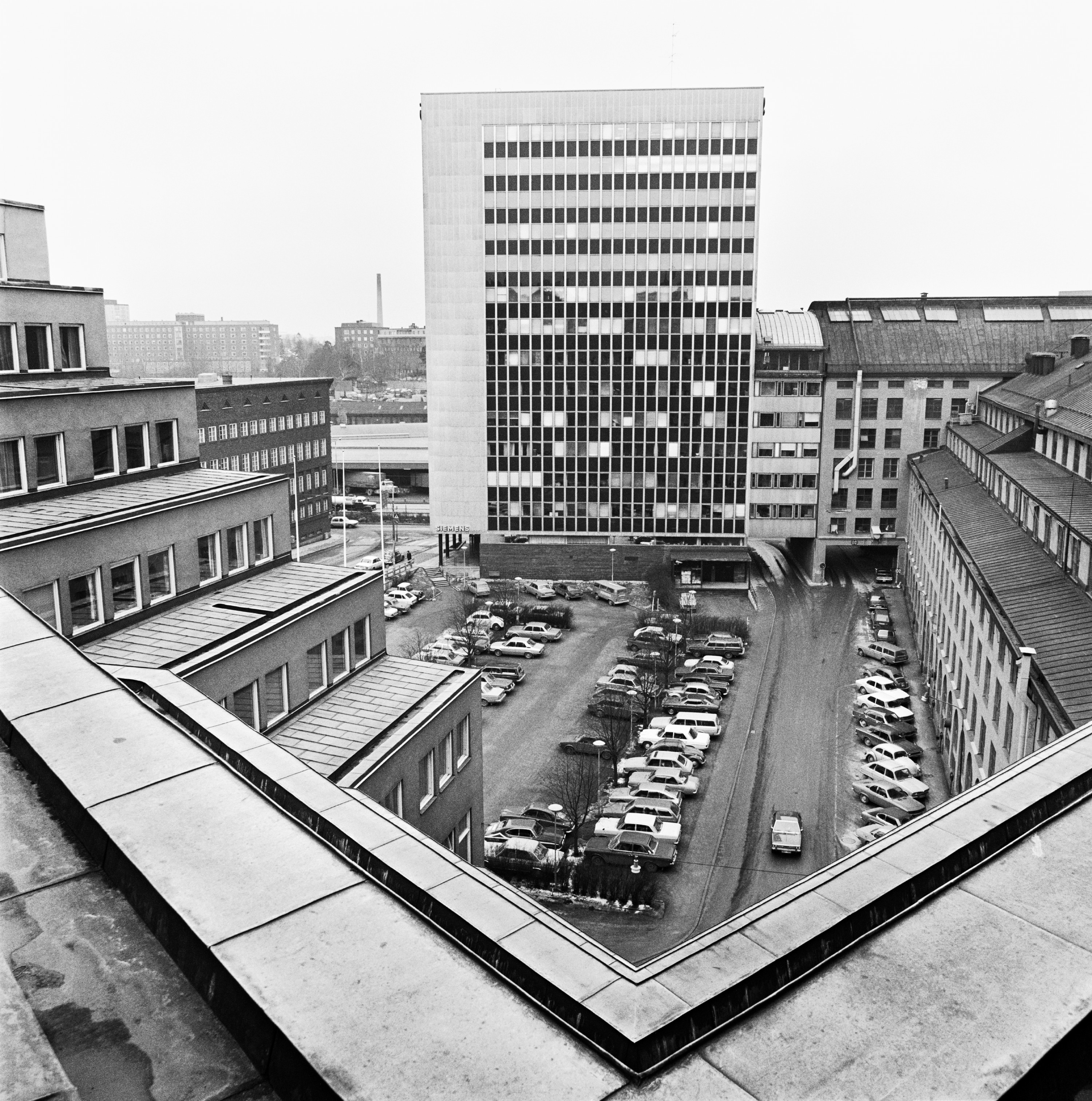
Siemenshuset sett från innergården, 1977.

Första spadtaget för kontorshöghuset skedde i april 1960, taklagsfesten var i september 1961 och byggnaden invigdes i januari 1963. Höghuset fick 16 plan, därav 15 ovan mark och ett under mark. Grundläggningen var besvärlig och den leriga grunden fick förstärkas med 355 betongpålar. Byggnaden har en tidstypisk curtain wall fasad med från fasaden indragna pelare. Exteriören domineras av fönsterband och svartlackerade aluminiumplåtar i bröstningspartierna (idag utbytt till mörkblåfärgat glas), bärande delar med svarta och vita konststensplattor och sockeln klädd med svart skiffer.  
I interiören placerades kontorsrummen längs ytterfasaderna. Pelarkonstruktionen medgav flexibel rumsindelning. Mitt i huset anordnades en relativ stor inre mörk kärna som innehöll huvudtrappa, utrymningstrappa, fyra hissar, kapprum, toaletter, förråd och liknade. På bottenvåningen, som nås via en generös indragen entré från Hälsingegatan 40, fanns flera utställnings- och demonstrationsrum samt en hörsal med biograf, allt hållet i svart kalksten, aluminium och betong. Högst upp på plan 16 lades lunchrummet. 
För den avancerade elektriska installationen med bland annat ställverk, stark- och svagströmsanläggning, lokaltelefonanläggning, neonskyltar, rörpost, hissar, fjärrstyrning av fläktar och pumpar samt intern-TV svarade Siemens själv. Med viss beundran gav en Stockholmstidning sin artikel om byggnaden rubriken "Nytt höghus förändrar Stockholms silhuett." I det nya kontorshuset fick 450 av bolagets 1 050 medarbetare sina arbetsplatser.

### Efter Siemens
Siemens fanns kvar i byggnaden fram till 1990 då man flyttade till Upplands Väsby. Fastigheten vid Norra stationsgatan såldes till Diligentia som 1998 lät renovera hela byggnaden. 1999 upprättades ritningar av Gyllenpalm & Sohlman Arkitekter för ett nytt kontorshus på Siemens dittills obebyggda tomt mot Hälsingegatan 36–38 som invigdes 2002. År 2004 lät Diligentia byta samtliga fasadelement på höghusdelen och de förut öppningsbara fönstren blev fasta, samtidigt utfördes en asbestsanering av hela fasaden. 2011 förvärvades Härden 15 (gamla och nya delen) av fastighetsbolaget Humlegården. En ombyggnad av höghusdelen startade januari 2020 med en beräknad byggtid på 20 månader till en uppskattad kostnad av 200–300 miljoner kronor.

### Bilder

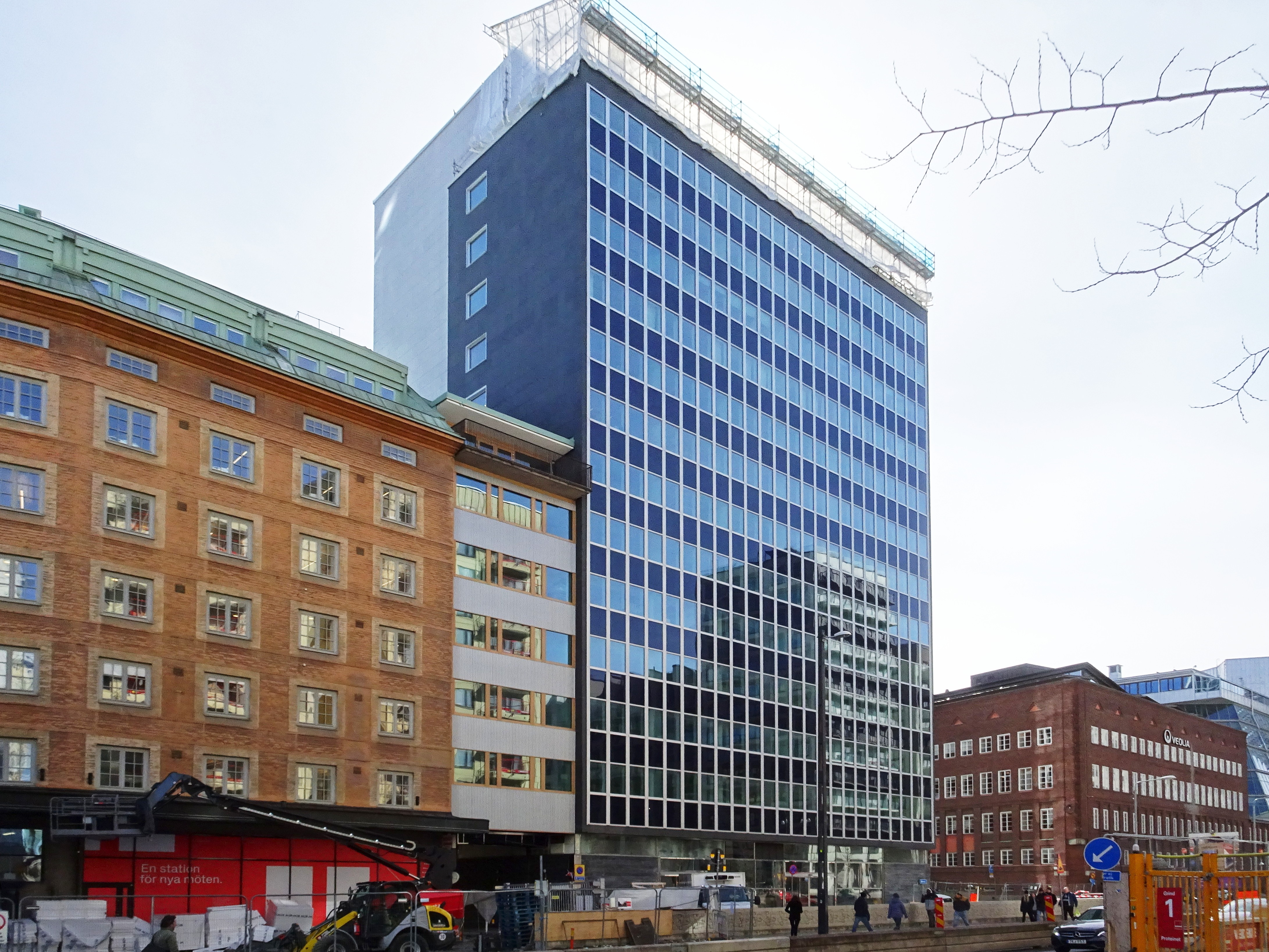
Före detta Siemenshuset sett från Norra stationsgatan.
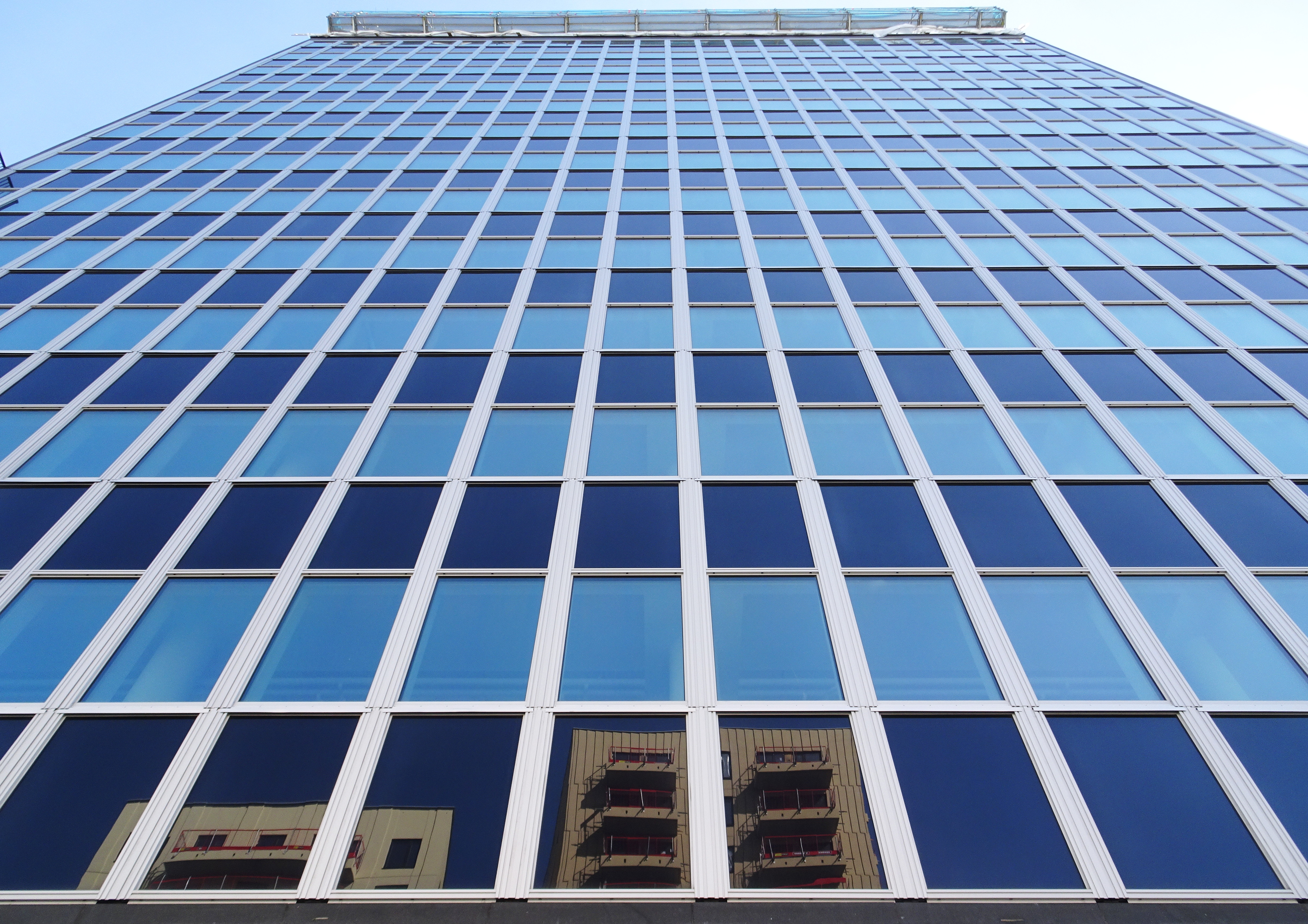
Simenshusets curtain wall-fasad mot Norra stationsgatan.
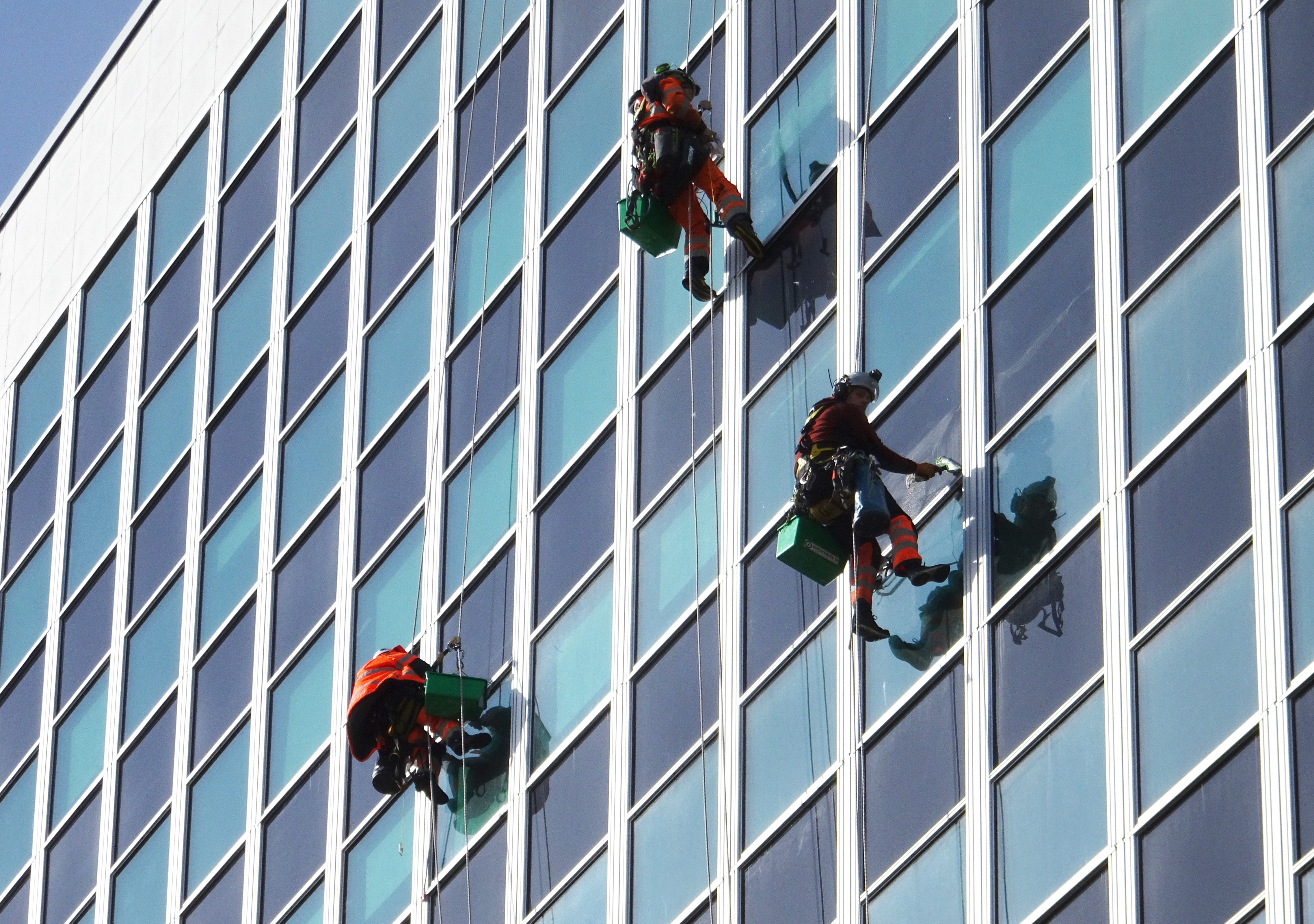
Fönsterputs på södra fasaden.
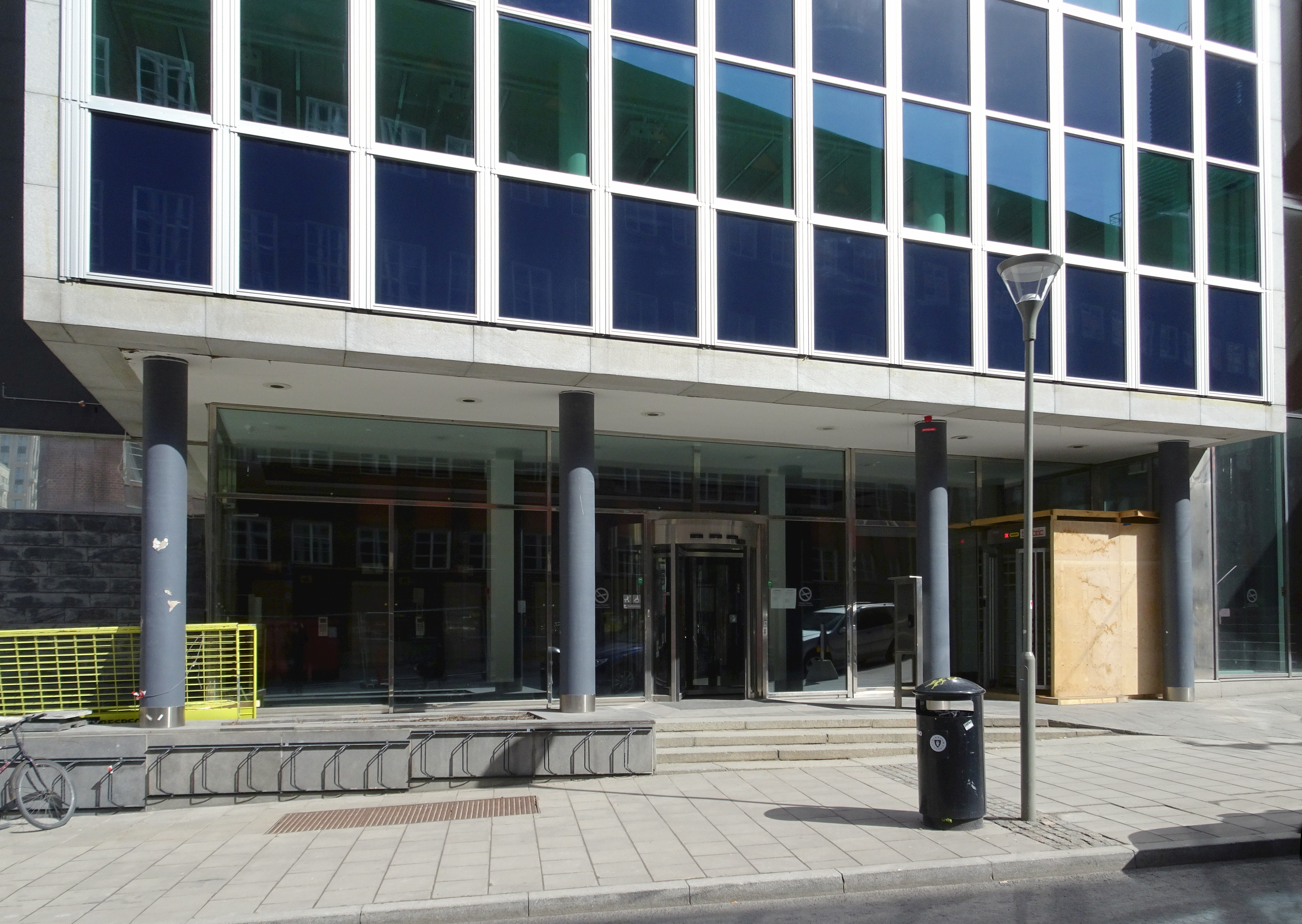
Siemenshusets entré mot Hälsingegatan 40.